# Paso de Halfaya

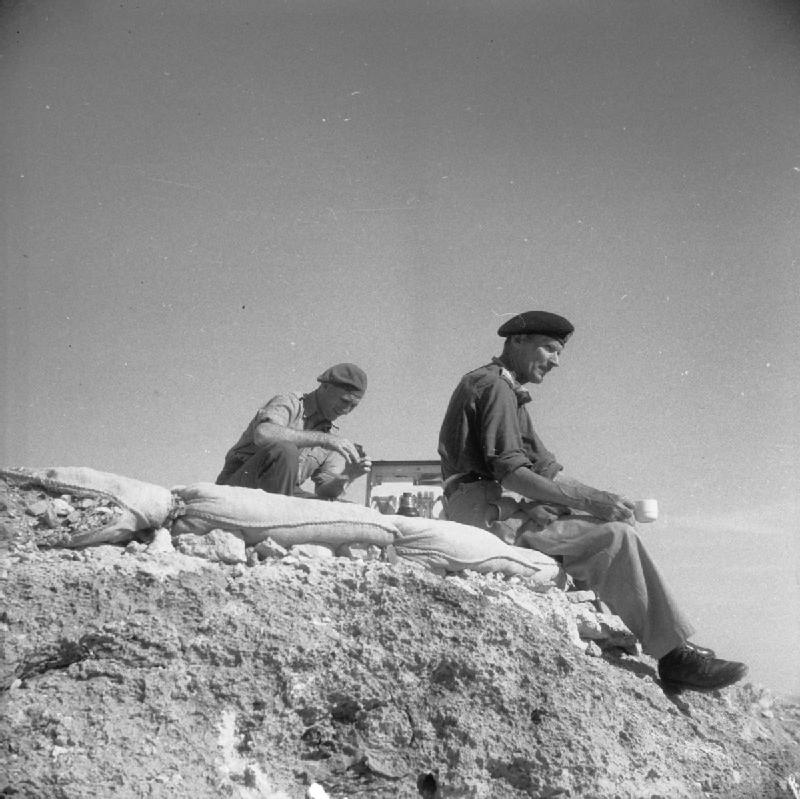
Muestra de 2 personas Pasando por el paso de Halfaya

Paso de Halfaya (árabe: ممر حلفيا) es la denominación de un paso montañoso de África del Norte, situado en la frontera entre Egipto y Libia. Una escarpadura de 180 metros de altura se extiende por más de tres kilómetros desde el sur hasta la costa en Sollum. En la Antigüedad era conocido como Catabathmus Magnus y se le consideraba el límite entre los continentes de África (Libia) y Asia.
Durante la Segunda Guerra Mundial, fue lugar en donde se entablaron singulares batallas, en los intentos de las fuerzas británicas por reconquistar la Cirenaica, en manos de las fuerzas italo-alemanas comandadas por Rommel (Operación Battleaxe, Operación Crusader y Operación Brevity). En una de las más conocidas batallas, el Hauptmann Wilhelm Bach, al mando de una batería antiaérea de 88 mm, reutilizada como arma antitanque, destruyó desde el Paso de Halfaya 11 de los 12 carros blindados británicos que lo atacaban, pertenecientes al 11. de Húsares.
Fue la última posición alemana en Egipto, tras su derrota en la Segunda Batalla de El Alamein la abandonaron el 11 de noviembre de 1942.
- Datos: Q1570971
- Multimedia: Halfaya Pass / Q1570971